# Monteroni d'Arbia
Monteroni d'Arbia è un comune italiano di 9 015 abitanti della provincia di Siena in Toscana.

## Geografia fisica

### Territorio
- Diffusività atmosferica: media, Ibimet CNR 2002

Monteroni d'Arbia sorge a sud di Siena. All'esterno del paese scorre il torrente chiamato Arbia, che dà il nome al paese e alla valle, val d'Arbia.

### Clima
ZONA CLIMATICA "D", 1621 gradi giorno Grado giorno#:~:text=Il grado giorno di una,la temperatura media esterna giornaliera.
Dati:https://www.sir.toscana.it/
| Monteroni d'Arbia Biena | Gen  | Feb  | Mar  | Apr  | Mag  | Giu  | Lug  | Ago  | Set  | Ott  | Nov  | Dic  |
| ----------------------- | ---- | ---- | ---- | ---- | ---- | ---- | ---- | ---- | ---- | ---- | ---- | ---- |
| T. max. media (°C)      | 10,5 | 11,7 | 15,0 | 19,2 | 23,7 | 27,7 | 31,4 | 31,3 | 27,6 | 21,8 | 15,7 | 11,3 |
| T. min. media (°C)      | -0,3 | 0,5  | 2,6  | 5,4  | 8,8  | 11,9 | 14,4 | 13,9 | 11,0 | 7,4  | 3,6  | 0,4  |

## Storia

### Storia del territorio comunale
Numerosi ritrovamenti e recenti ricerche ci testimoniano come la Val d’Arbia fu abitata fin dal periodo protostorico e villanoviano. Successivamente furono gli Etruschi a colonizzare le colline (reperti a Monteroni d'Arbia e Ponte a Tressa, tombe a Grotti, Radi, Corsano e Monsindoli). Successivamente arrivarono i Longobardi (Le Stine, S. Ansano Gherardi, Ville di Corsano) ed a seguire i Franchi e i Carolingi (San Fabiano, Lucignano d’Arbia). Intorno al Mille le colline erano già piene di piccoli castelli (S. Agostino, Quinciano, S. Ansano, Radi, Ponzano, Larnino, Tressa, Grotti, Saltemnano, Lucignano, Tavena) e anche di Pievi (Corsano e Lucignano d'Arbia), ma si stava colonizzando anche la parte in pianura del territorio.
L'alto livello di fertilità dei campi, la presenza di tre grandi corsi d’acqua (l’Arbia, la Tressa e la Sorra) e la sempre crescente importanza assunta dalla "Via Francigena" e "Cassia", crearono ben presto i presupposti perché anche in pianura si sviluppassero borghi di una certa densità abitativa.
È infatti intorno a questo periodo che si incominciano a trovare numerosi documenti che ci confermano come già nel 867 esistesse San Fabiano e la sua chiesa, nel 994 e nel 1037 Ponte d’Arbia (allora chiamato Borgo d’Arbia), nel 1085 Monteroni d'Arbia con il suo castello; Ponte d’ Arbia, tra l’altro, fu proprio una delle tappe di sosta del Vescovo Sigeric nel suo celebre viaggio di ritorno da Roma in Inghilterra, testimoniata nel suo celebre diario (anno 990-994).
Da allora questi agglomerati assunsero sempre più importanza e sulla strada principale cominciarono a nascere chiese, mulini, ospedali; a partire da Ponte a Tressa (allora denominato S. Angelo a Tressa), fino ad arrivare a Ponte d’Arbia, (quindi attraversando da nord a sud tutto il Comune di Monteroni d'Arbia), si contavano nel XIII secolo ben otto Ospedali (quello di Ponte a Tressa nato nel 1219, quello di Cuna, di Monteroni, di Lucignano, di Quinciano, di Curiano, di Sorbitella (allora Selvitella), di Ponte d’Arbia.
Lo sviluppo del paese, anticamente, fu dovuto in gran parte all'espansione dell'Ospedale di Santa Maria della Scala di Siena, che acquisì numerosi terreni già agli inizi del 1200. Nel 1322, venne edificato un enorme mulino per l'epoca (operato proprio dall’ente senese di fronte alla già esistente chiesa di San Donato), che diede il via all’accrescimento del borgo di Monteroni d'Arbia.
Nel XIV secolo, tutta la popolazione si stringeva intorno al mulino e alle due chiese (San Donato e San Giusto), lungo le strade francigena e cassia (che probabilmente coincidevano all'epoca). Mentre il borgo era quasi tutto di proprietà del Santa Maria della Scala (mulino, palazzo adibito a magazzino del grano, due osterie e diversi fabbricati), la proprietà terriera era ancora in parte di famiglie magnatizie di Siena (Tolomei, Piccolomini, Mignanelli).
Inoltre, la Grancia di Cuna ebbe un ruolo fondamentale per questo territorio, non solo perché lo amministrava per conto dell’Ospedale di Siena, ma anche perché promosse molti miglioramenti tecnici dal punto di vista agricolo, comprese le bonifiche dei terreni vicini al fiume Arbia, edile, con la fortificazione di strutture difensive, costruzione di ponti e regimazione delle acque. Tutta la zona subì tuttavia diversi tragici eventi che ne frenarono ripetutamente l’incremento demografico e che causarono danni enormi alle strutture e alla popolazione a partire dalle pestilenze (quella del 1348 fu la più devastante), le incursioni delle Compagnie di Ventura a metà del XIV secolo e la cosiddetta “Guerra di Siena” (1553-1555) durante la quale fu bruciato il suo mulino, furono distrutte e danneggiate diverse chiese (Monteroni, Lucignano, Ponte d’Arbia), furono distrutti in parte i castelli di San Fabiano, Sant'Ansano Gherardi, Radi, Ville di Corsano.
Tuttavia, la costituzione del Comune è avvenuta nel 1810, durante il periodo napoleonico, a seguito delle decisioni prese dalla Giunta Straordinaria del governo della Toscana. Fino a quel momento il territorio faceva parte della podesteria di Buonconvento.
Il nome deriva da una delle colline che domina il paese, chiamata appunto Monte Roni, e dal fatto che vi scorre il fiume Arbia. Lo studioso di toponomastica storica medievale Gaetano Barbarulo, che ha studiato la forma Tirone/Monterone, presente in gran parte del territorio italiano, fa derivare Monteroni da un composto di monte, derivato dal latino mons, e tirone, esito del latino tardo toro-onis, vocabolo dal significato di "altura". L'apparente duplicazione si spiegherebbe con una perdita di coscienza, in età medievale, del significato originario del vocabolo tirone, che avrebbe acquisito la valenza di nome proprio e si sarebbe così sentita l'esigenza di anteporgli il nome comune "monte".
Il poeta Dante Alighieri nel X canto della Divina Commedia, ricordando la cruenta Battaglia di Montaperti, cita "lo strazio e il grande scempio che fece l'Arbia colorata in rosso".

### Simboli
Il gonfalone è un drappo di azzurro.

## Monumenti e luoghi d'interesse

### Architetture religiose

#### Chiese parrocchiali
- Pieve dei Santi Giusto e Donato

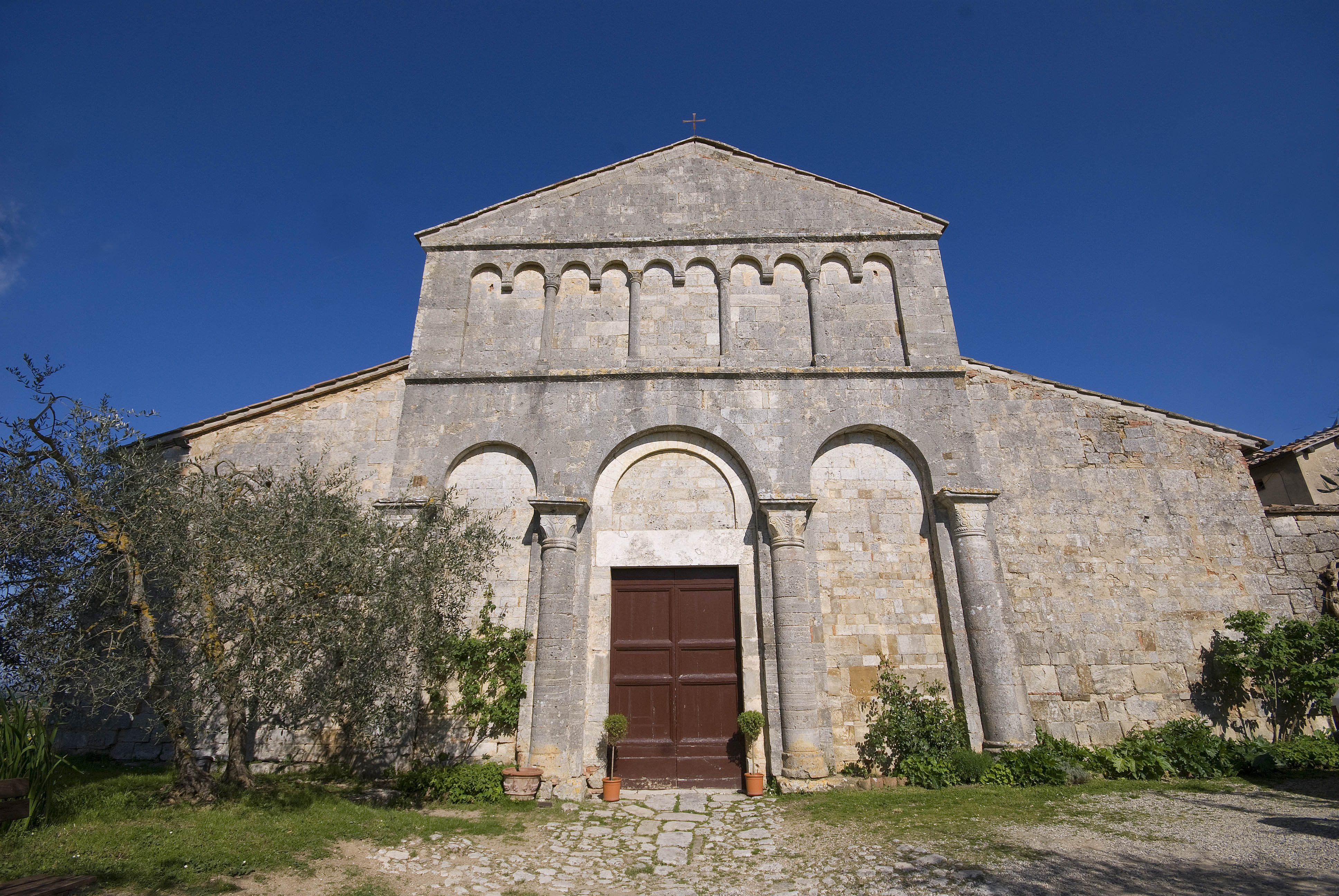
Pieve di San Giovanni Battista a Corsano

- Pieve di San Giovanni Battista a Ville di Corsano
- Pieve di San Giovanni Battista a Lucignano d'Arbia
- Chiesa di San Michele Arcangelo a Ponte a Tressa
- Chiesa della Santa Famiglia a Ponte d'Arbia

#### Chiese minori
- Chiesa dei Santi Giacomo e Cristoforo a Cuna
- Chiesa di Sant'Albano a Quinciano
- Chiesa di San Pietro Apostolo a Radi
- Chiesa di San Giacomo Apostolo, in località Mugnano
- Chiesa di Sant'Angelo, in località Ponzano
- Chiesa di San Fabiano, in località San Fabiano
- Chiesa di Santo Stefano, in località Sovignano
- Chiesa di San Bartolomeo alle Stine
- Chiesa di Sant'Agostino alla Sorra

#### Cappelle
- Cappella di Santa Caterina alle Ruote a Lucignano d'Arbia
- Cappella Pieri Nerli a Quinciano
- Oratorio di Barottoli, in località Barottoli
- Cappella del Beato Franco, in località Grotti
- Cappella di Santa Lucia al Colle, presso Villa Il Colle
- Cappella di Casa al Bosco
- Cappella di Villa Bichi Ruspoli Forteguerri
- Cappella della Villa di Corsano
- Cappella di Santa Margherita alla Selva

#### Altri edifici sacri
- Canonica di San Giovanni Battista a Lucignano d'Arbia

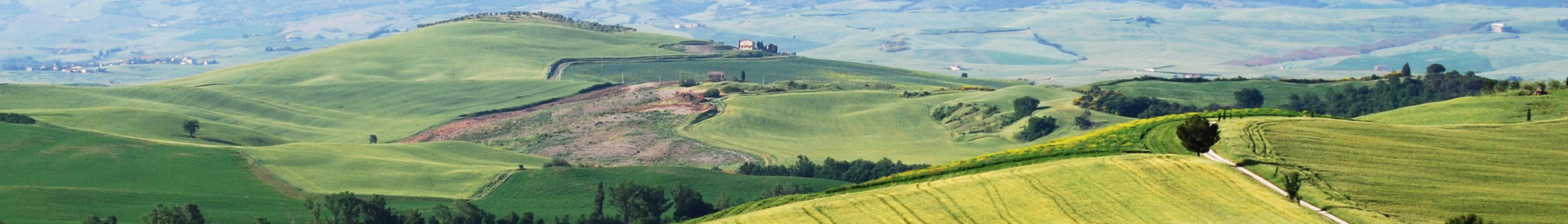
Paesaggio delle Crete Senesi

### Architetture civili
- Palazzo Comunale
- Palazzo Giovannelli
- Mulino di Monteroni d'Arbia

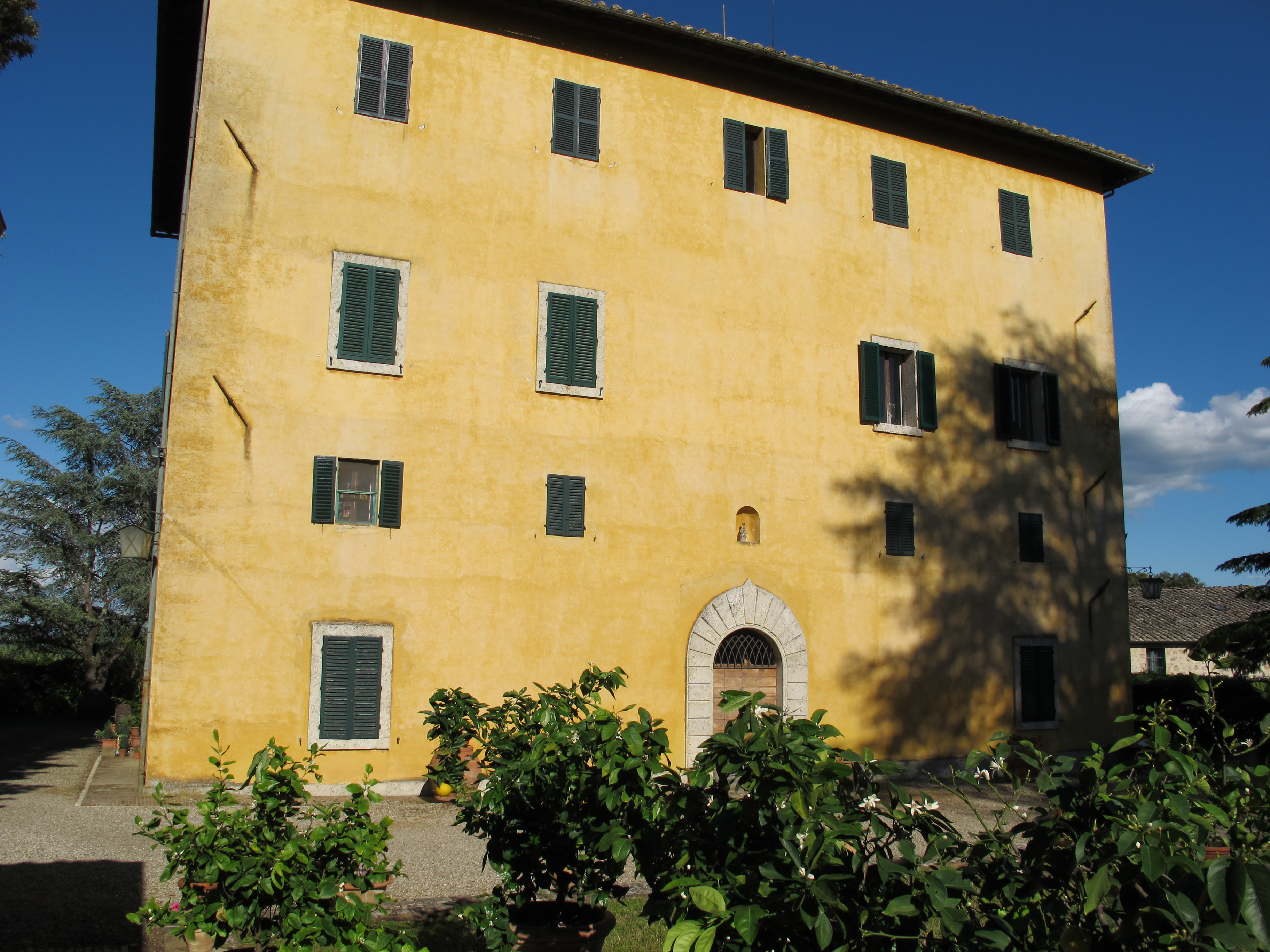
Villa Il Colle

- Palazzo del Vicariato a Lucignano d'Arbia
- Palazzo Landi Bruchi a Lucignano d'Arbia
- Palazzo Landi Newton a Lucignano d'Arbia
- Palazzo Landi Riccomanni a Lucignano d'Arbia
- Fontana Landi a Lucignano d'Arbia
- Casa Franchi a Grotti
- Villa di Barottoli
- Villa Bichi Ruspoli Forteguerri o villa di Radi
- Villa Il Colle
- Villa di Corsano
- Villa di Curiano
- Villa di Monterosi
- Villa Sant'Alberto
- Villa di Suvignano

### Architetture militari
- Castello di Cuna
- Castello di Grotti
- Castello di Poggio ai Frati
- Castello di Radi
- Castello di Saltennano
- Castello di San Fabiano
- Castello di Sant'Ansano
- Mura di Lucignano d'Arbia
- Castello della Selva a Ville di Corsano
- Castello delle Stine
- Torre delle Ville di Corsano

## Società

### Evoluzione demografica
Abitanti censiti

### Etnie e minoranze straniere
Secondo i dati ISTAT al 31 dicembre 2009 la popolazione straniera residente era di 1 112 persone. Le nazionalità maggiormente rappresentate in base alla loro percentuale sul totale della popolazione residente erano:
- Serbia 252 2,94%
- Albania 182 2,12%
- Montenegro 141 1,64%
- Romania 98 1,14%

## Geografia antropica

### Urbanistica
Monteroni d'Arbia si è sviluppato a livello urbanistico soprattutto durante il dopoguerra e successivamente negli anni '70-'80

### Frazioni

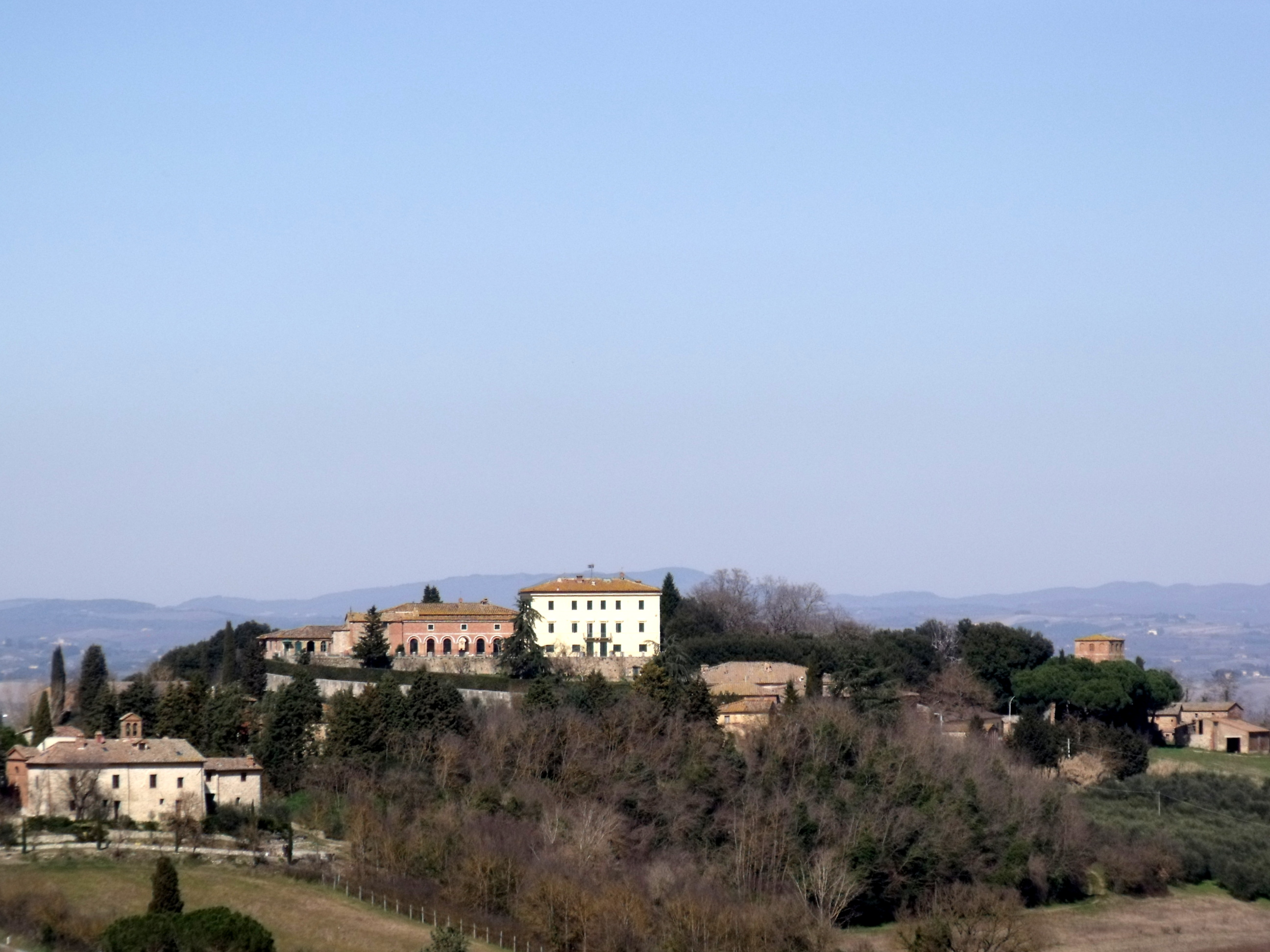
La frazione di Radi (Radi di creta)

Fanno parte del comune di Monteroni d'Arbia, ad eccezione del capoluogo, le seguenti frazioni:
- Cuna (180 m s.l.m., 99 ab.)
- Lucignano d'Arbia (193 m s.l.m., 127 ab.)
- Ponte a Tressa (172 m s.l.m., 950 ab.)
- Ponte d'Arbia (151 m s.l.m., 469 ab.)
- Quinciano (207 m s.l.m., 17 ab.)
- Radi (264 m s.l.m., 16 ab.)
- Ville di Corsano (279 m s.l.m., 341 ab.)

### Altre località del territorio
Tra le numerose località che compongono il territorio comunale di Monteroni d'Arbia sono da ricordare: Barottoli, Casa al Bosco, Curiano, Grotti, Grotti Alto, More di Cuna, Mugnano, Ponzano, Saltennano, San Fabiano, Suvignano, Stine, Monsindoli (divisa a metà tra i comuni di Siena e Monteroni d'Arbia).

## Infrastrutture e trasporti

### Strade
Il comune è interessato dalla Strada statale 2 Via Cassia.

### Ferrovie
- Ferrovia Siena-Grosseto
  - Stazione di Monteroni d'Arbia
  - Stazione di Ponte a Tressa

Prima della loro chiusura, il comune di Monteroni poteva contare anche sulle stazioni ferroviarie di Ponte d'Arbia, Lucignano, Monteroni sud e Cuna.

## Amministrazione
Di seguito è presentata una tabella relativa alle amministrazioni che si sono succedute in questo comune.
| Periodo        | Periodo        | Primo cittadino  | Partito                                                        | Carica  | Note  |
| -------------- | -------------- | ---------------- | -------------------------------------------------------------- | ------- | ----- |
| 9 gennaio 1987 | 11 giugno 1990 | Fabio Pacenti    | Partito Comunista Italiano                                     | Sindaco | [ 7 ] |
| 11 giugno 1990 | 24 aprile 1995 | Fabio Pacenti    | Partito Comunista Italiano, Partito Democratico della Sinistra | Sindaco | [ 7 ] |
| 24 aprile 1995 | 14 giugno 1999 | Danielo Pasquini | lista civica                                                   | Sindaco | [ 7 ] |
| 14 giugno 1999 | 14 giugno 2004 | Danielo Pasquini | centro-sinistra                                                | Sindaco | [ 7 ] |
| 14 giugno 2004 | 8 giugno 2009  | Jacopo Armini    | centro-sinistra                                                | Sindaco | [ 7 ] |
| 8 giugno 2009  | 26 maggio 2014 | Jacopo Armini    | centro-sinistra                                                | Sindaco | [ 7 ] |
| 26 maggio 2014 | 27 maggio 2019 | Gabriele Berni   | centro-sinistra Per Monteroni d'Arbia                          | Sindaco | [ 7 ] |
| 27 maggio 2019 | in carica      | Gabriele Berni   | centro-sinistra Monteroni per il futuro                        | Sindaco | [ 7 ] |

### Gemellaggi
- Bir Lehlu
- Le Crès

### Cultura
Nel comune è presente una Biblioteca intitolata a Margherita Moriondo, sovrintendente a Siena ed Arezzo negli anni Sessante a Ottanta e assessore alla cultura del Comune alla fine degli anni Novanta.

## Sport

### Calcio
Le principali squadre di calcio della città sono il Mazzola Valdarbia e l'U.S. Ponte D'Arbia; la prima milita nel girone C toscano di Promozione. mentre la seconda milita nel girone F di Prima Categoria.
Nel territorio comunale, nella tenuta di Bagnaia, sorge un Golf Club con percorso 18 buche.